# Matthias Valkiers
Matthias Valkiers (* 8. April 1990 in Aalst) ist ein belgischer Volleyballspieler.

## Karriere
Valkiers begann seine Karriere bei Lindemans Aalst. Mit der belgischen Junioren-Nationalmannschaft nahm er an den Nachwuchs-Weltmeisterschaften 2007 in Mexiko und 2009 in Pune sowie an der Europameisterschaft 2008 in Brünn teil. 2011 wechselte der Zuspieler zu Noliko Maaseik. Gleich in der ersten Saison gewann er mit dem Verein das Double aus Pokal und Meisterschaft. 2013 gewann er mit der A-Nationalmannschaft die Europaliga. 2014 spielte er mit Belgien – ebenso wie in den folgenden drei Jahren in der Volleyball-Weltliga. Außerdem nahm er an der WM in Polen teil. In der Saison 2014/15 spielte Valkiers beim türkischen Verein Palandöken Belediyesi Voleybol in Erzurum. Mit Belgien kam er bei der EM 2015 in die Playoff-Runde und schied gegen Deutschland aus. Anschließend wechselte er zu Prefaxis Menen. Nach einer Saison ging er nach Rumänien zu Volei Municipal Zalău. Bei der EM 2017 in Polen wurde er mit Belgien Vierter. Danach spielte er bei PAOK Thessaloniki. Mit dem Verein gewann er den griechischen Pokal und wurde Vizemeister. Bei der WM 2018 erreichte er mit Belgien den siebten Rang. In der Saison 2018/19 war er in der französischen Liga bei Tourcoing Lille Métropole Volley-Ball aktiv. Anschließend wechselte er zum deutschen Bundesligisten United Volleys Frankfurt.